# Hemixos cinereus
El bulbul cinéreo (Hemixos cinereus) es una especie de ave paseriforme de la familia Pycnonotidae propia de las montañas de la península malaya, Sumatra y el norte de Borneo.

## Taxonomía
El bulbul cinéreo fue descrito científico por el zoólogo inglés Edward Blyth en 1845. Posteriormente se consideró una subespecie del bulbul ceniciento, hasta que volvió a clasificarse por separado en 2005.
Se reconocen dos subespecies:
- H. c. cinereus - (Blyth, 1845): se encuentra en la península malaya y Sumatra;
- H. c. connectens - Sharpe, 1887: se localiza en el norte de Borneo.